# Gerd-Müller-Statue (Nördlingen)

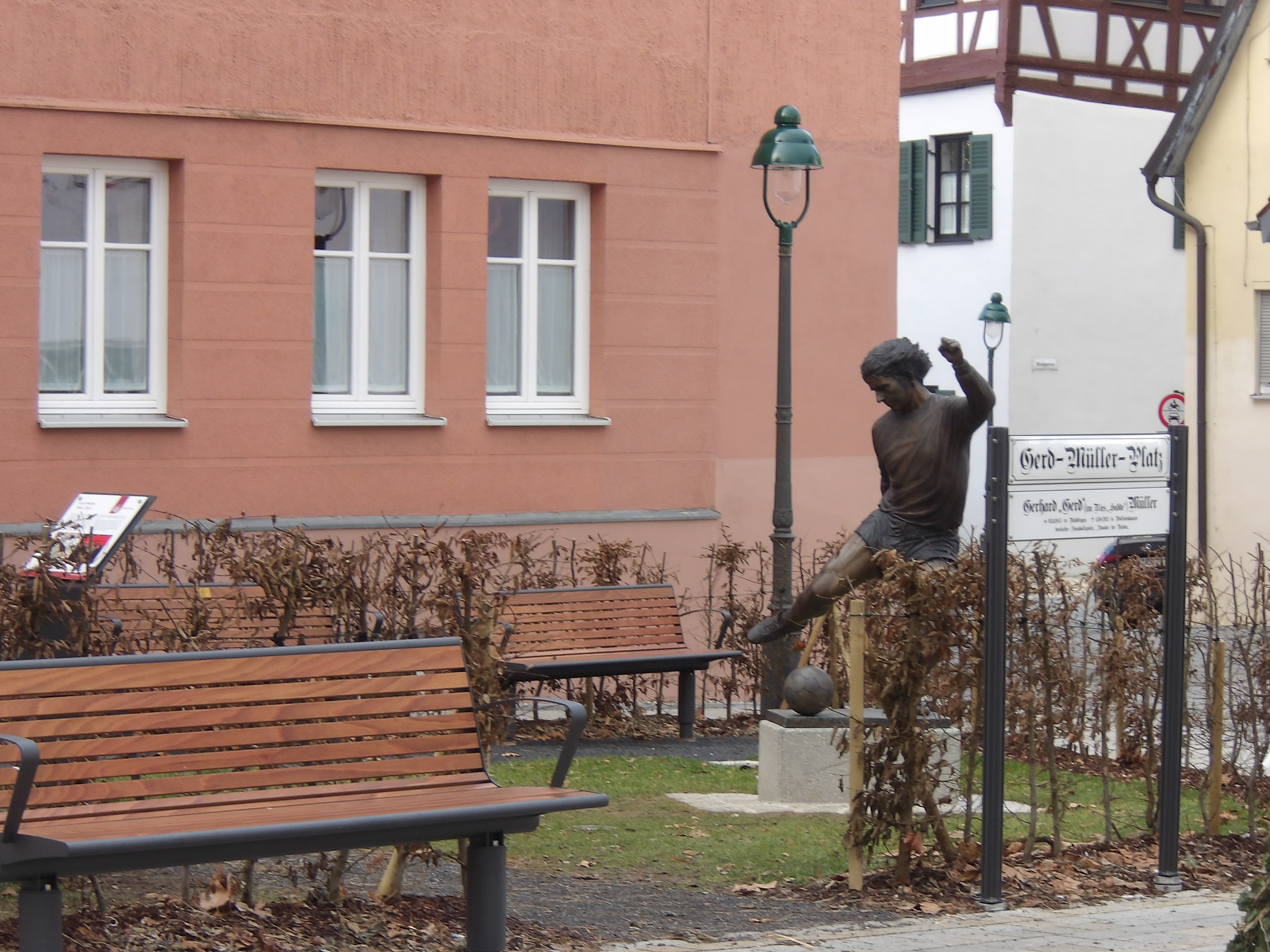
Gerd-Müller-Statue in Nördlingen

Die Gerd-Müller-Statue ist ein von dem Bildhauer Herbert Deiss geschaffenes, auf einem Sockel stehendes Bronze-Standbild des deutschen Fußballspielers Gerd Müller. Die Statue befindet sich in Müllers Geburtsort Nördlingen.

## Geschichte
Aufgrund einer Initiative des Verschönerungsverbands Nördlingen e. V. in Zusammenarbeit mit der Stadt Nördlingen, zahlreichen Unternehmen und privaten Unterstützern wurde der Bau einer Statue zu Ehren von Gerd Müller organisiert. Zu den Sponsoren zählten u. a. der Deutsche Fußball-Bund (DFB) und der FC Bayern München. Mit der Gestaltung wurde der Bildhauer Herbert Deiss beauftragt. Der Guss wurde von der Glocken- und Kunstgießerei Rincker ausgeführt.
Der Nördlinger Stadtrat hatte zunächst beschlossen, die Gerd-Müller-Statue vor dem Berger Tor außerhalb der historischen Nördlinger Stadtmauer unweit von Müllers Wohnhaus aufzustellen.
Gegen diesen Standort gab es in Nördlingen ein Bürgerbegehren mit dem Titel: „Gerd-Müller-Statue in die Nördlinger Altstadt“. Dieses Bürgerbegehren war das allererste Bürgerbegehren in Nördlingen. Das Bürgerbegehren war erfolgreich, da in knapp zwei Monaten 2359 gültige Unterschriften von Nördlinger Bürgerinnen und Bürger zusammen kamen. Für den Bürgerentscheid als möglichen zweiten Schritt wären lediglich 1395 Unterschriften notwendig gewesen. Zu einem Bürgerentscheid kam es dann jedoch nicht, da ein neuer Stadtratsbeschluss erfolgte, wonach die Gerd-Müller-Statue nun innerhalb der historischen Nördlinger Stadtmauer an der Ecke Bergerstraße / Herrengasse aufgestellt und der dortige Platz grundlegend neu gestaltet und in „Gerd-Müller-Platz“ umbenannt werden sollte. Die Kosten für die Umgestaltung einschließlich der neuen Erdleitungen betrugen rund 1,1 Millionen Euro.
Die Enthüllung der Gerd-Müller-Statue fand am 3. November 2022 an der noch nicht umgebauten Ecke Bergerstraße / Herrengasse statt. Festreden hielten der Nördlinger Oberbürgermeister David Wittner, der Bayerische Ministerpräsident Markus Söder und der Präsident des FC Bayern Herbert Hainer.
Zu den geladenen Gästen zählten Gerd Müllers Witwe Uschi Müller und viele ehemalige Weggefährten wie Uli Hoeneß, Sepp Maier und Franz Roth.
Anschließend wurde die Statue vorübergehend auf den Weinmarkt versetzt, bis die Umgestaltung des neuen Gerd-Müller-Platzes abgeschlossen war. Am 3. November 2023 erfolgte dann die offizielle Einweihung des Gerd-Müller-Platzes.

## Beschreibung
Die lebensgroße, aus Bronze hergestellte Skulptur steht auf einer rechteckigen Basisplatte, auf der neben dem Sportler ein ebenfalls aus Bronze hergestellter Fußball liegt. Gerd Müller ist in ein Trikot der deutschen Fußballnationalmannschaft gekleidet, steht auf dem linken Bein und holt mit dem rechten zu einem Schuss aus. Der linke Arm ist zur Wahrung des Gleichgewichts emporgestreckt. Der Blick ist in Richtung des Balls gesenkt. Die Szene ist einer Pose kurz vor der Schussabgabe zum Weltmeistertor 1974 beim WM-Finale in München nachempfunden. Die Basisplatte mit der Statue steht auf einem niedrigen rechteckigen Steinsockel.

## Kritik
Von Teilen der Bevölkerung wurde Kritik an der Gestaltung der Statue geäußert. Beispielsweise wurden die Gesichtszüge und Haare als nicht typisch für Gerd Müller empfunden. Die kräftigen Oberschenkel wurden hingegen als sehr gelungen bezeichnet.